# Willi Weyer

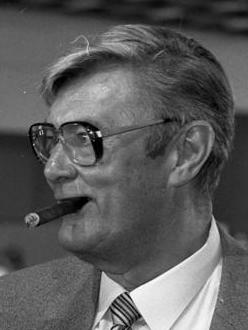
Willi Weyer (1981)

Willi Weyer (* 16. Februar 1917 in Hagen; † 25. August 1987 auf Juist) war ein deutscher Politiker (FDP) und Sportfunktionär.
Er war in Nordrhein-Westfalen von 1954 bis 1956 Minister für Wiederaufbau, von 1956 bis 1958 Finanzminister, von 1962 bis 1975 Innenminister sowie von 1956 bis 1958 und von 1962 bis 1975 Stellvertreter des Ministerpräsidenten. Von 1956 bis 1972 war er Landesvorsitzender der FDP Nordrhein-Westfalen. Nach seiner politischen Karriere war Weyer von 1974 bis 1986 Präsident des Deutschen Sportbundes.

## Ausbildung und Beruf
Nach dem Abitur absolvierte Weyer in Bonn, Jena und München ein Studium der Rechtswissenschaft, welches er nach dem Referendariat in Hagen 1940 mit beiden juristischen Staatsexamina beendete. Bis 1942 war er Assistent an der nationalsozialistischen Akademie für Deutsches Recht unter Hans Frank, danach bis 1945 im Kriegseinsatz, zuletzt als Unteroffizier der Flak.
Bis zu seinem Tod war Weyer auch Aufsichtsratsvorsitzender der Bavaria Film GmbH.

## Familie
Schon Weyers Großvater und Vater, der Anwalt Wilhelm Weyer, hatten sich im liberalen Sinne engagiert: Der Großvater als Freisinniger und Anhänger von Eugen Richter, der Vater Wilhelm war während der Weimarer Republik für die DDP Mitglied der Stadtvertretung in Hagen. Weyer war verheiratet und hatte drei Kinder.

## Parteitätigkeiten

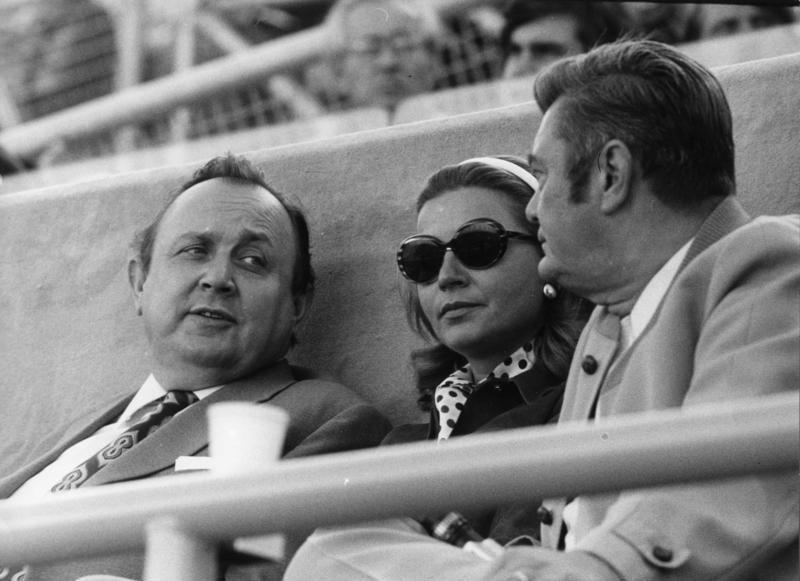
Olympische Spiele München 1972: Weyer (rechts) mit Bundesinnenminister Genscher

Weyer beantragte am 18. Oktober 1937 die Aufnahme in die NSDAP und wurde rückwirkend zum 1. Mai desselben Jahres aufgenommen (Mitgliedsnummer 4.971.711). Nach dem Ende des Zweiten Weltkrieges trat er der FDP bei und engagierte sich bei den Jungdemokraten, deren Landesvorsitz er schon 1946 übernahm. 1950 wurde er stellvertretender Landesvorsitzender der nordrhein-westfälischen FDP, von 1956 bis 1972 stand er an der Spitze des Landesverbandes. Anfang 1956 gehörte Weyer zusammen mit Wolfgang Döring und Walter Scheel zu den sogenannten Jungtürken, die den Koalitionswechsel der FDP in Nordrhein-Westfalen von der CDU zur SPD einleiteten und damit die Abspaltung der Euler-Gruppe und die Gründung der kurzlebigen Freien Volkspartei (FVP) provozierten. Von 1963 bis 1967 war Weyer stellvertretender Bundesvorsitzender der FDP und von 1954 bis 1972 Mitglied im FDP-Bundesvorstand.

## Abgeordneter
Weyer war von 1950 bis 1975 Mitglied des Landtages von Nordrhein-Westfalen.
Von 1953 bis zum 17. September 1954 gehörte Weyer außerdem dem Deutschen Bundestag an.

## Öffentliche Ämter

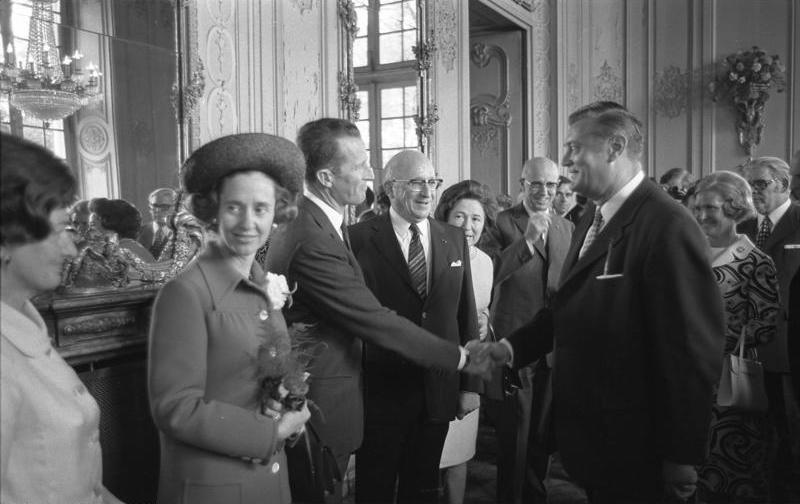
Empfang des belgischen Königspaares im Düsseldorfer Schloss Benrath 1971. Weyer schüttelt König Baudouin die Hand, links daneben Königin Fabiola, rechts Ministerpräsident Heinz Kühn

Weyer wurde am 27. Juli 1954 als Minister für Wiederaufbau in die von Ministerpräsident Karl Arnold (CDU) geleitete Landesregierung von Nordrhein-Westfalen berufen. Nachdem über ein konstruktives Misstrauensvotum Fritz Steinhoff (SPD) mit den Stimmen der FDP-Abgeordneten zum neuen Ministerpräsidenten gewählt worden war, wurde Weyer am 28. Februar 1956 zum Finanzminister und Stellvertreter des Ministerpräsidenten ernannt. Als die CDU bei der darauf folgenden Landtagswahl 1958 die absolute Mehrheit erringen konnte, schied Weyer am 24. Juli 1958 aus der Landesregierung aus.
In seiner Funktion als Finanzminister verbot er den nordrhein-westfälischen Finanzämtern, Berliner Forderungen aus Entnazifizierungsverfahren einzutreiben. Diese Maßnahme schützte politisch belastete Personen der NS-Zeit vor der Vollstreckung von Geldstrafen, die die unter alliierter Aufsicht deutlich strenger agierenden West-Berliner Spruchkammerverfahren im Zuge der Entnazifizierung verhängten.
Nach der Landtagswahl 1962 kam es unter dem Ministerpräsidenten Franz Meyers erneut zu einer Koalition aus CDU und FDP und Weyer wurde am 26. Juli 1962 zum Innenminister und Stellvertreter des Ministerpräsidenten ernannt.

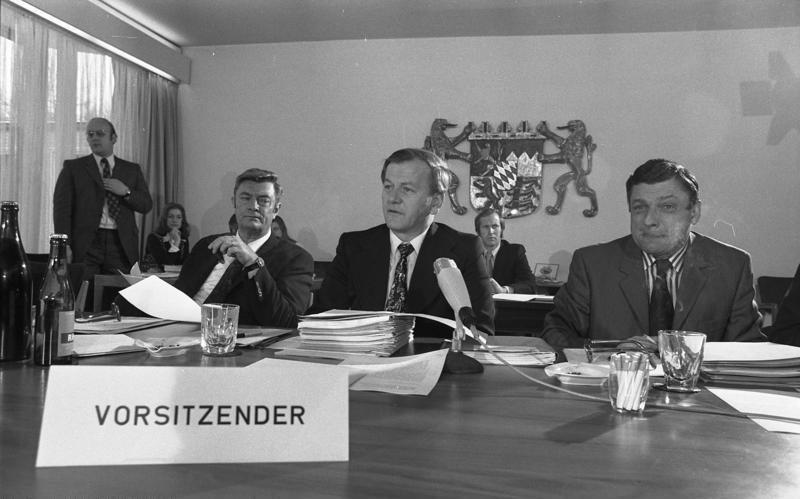
Innenministerkonferenz der Länder in Bonn, 1973. Weyer links neben dem Vorsitzenden Heinz Schwarz (Rheinland-Pfalz)

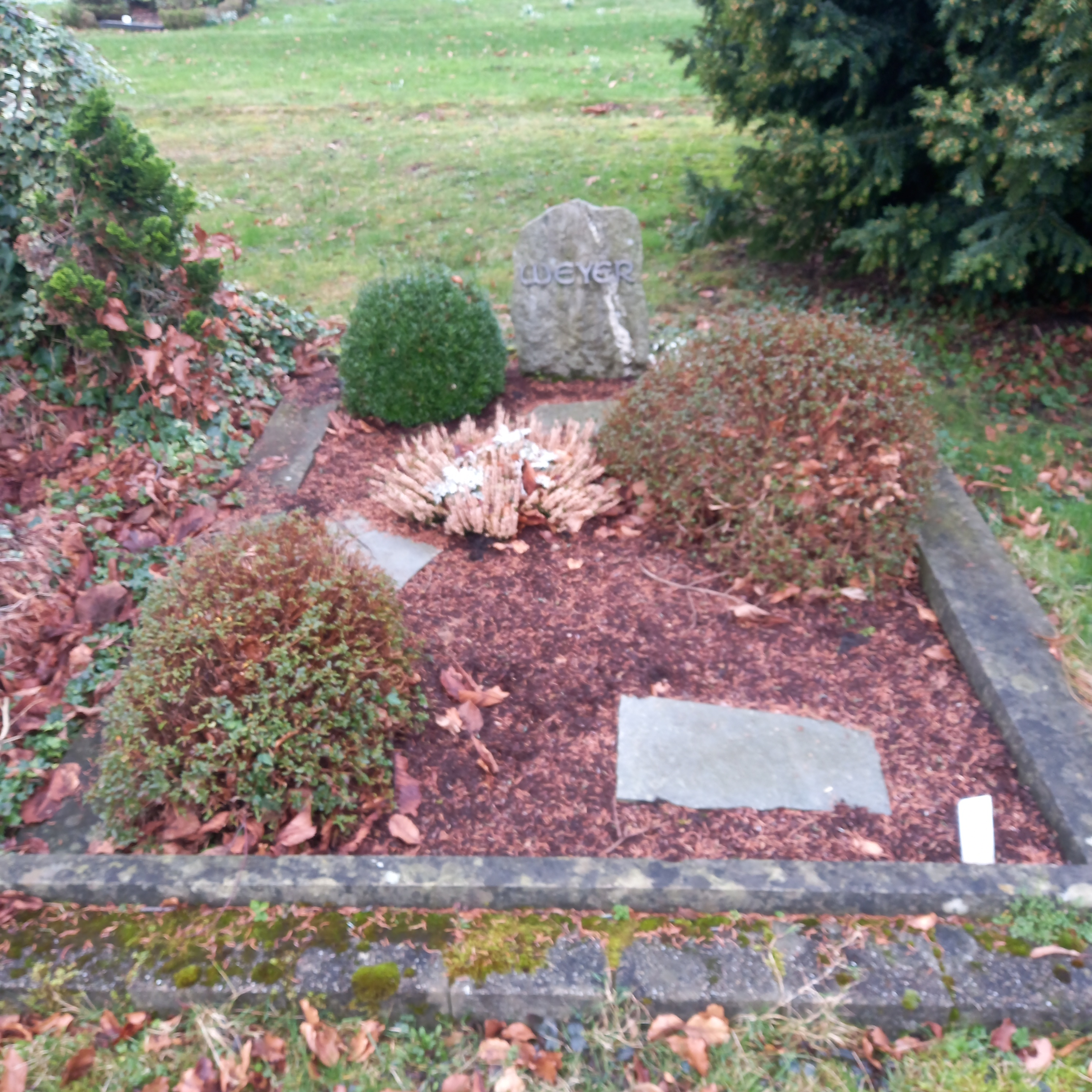
Das Grab von Willi Weyer im Familiengrab auf dem Rembergfriedhof in Hagen

Zum 1. Dezember 1966 entließ Meyers die beiden FDP-Minister Weyer und Gerhard Kienbaum, um mit der SPD Verhandlungen über eine Große Koalition nach Bonner Vorbild zu führen. Die SPD ging stattdessen jedoch mit der FDP eine Koalition ein und wählte am 8. Dezember 1966 Heinz Kühn zum Ministerpräsidenten. Weyer wurde daher schon am 8. Dezember 1966 erneut zum Innenminister und Stellvertreter des Ministerpräsidenten ernannt. Nach der Landtagswahl 1975 schied Weyer am 4. Juni 1975 endgültig aus der Landesregierung aus.
In seiner Zeit als Innenminister setzte Weyer die erstmalige Aufnahme von Verkehrsnachrichten in das Rundfunkprogramm des WDR durch und richtete die ersten Wachen der Autobahnpolizei ein.

## Sport
Von 1957 bis zu seinem Tode war Weyer Präsident des Landessportbundes Nordrhein-Westfalen. 1972 war er Mitglied des Organisationskomitees für die Olympischen Sommerspiele in München. Von 1974 bis 1986 war Weyer Präsident des Deutschen Sportbundes (DSB), nachdem er bereits bei der Präsidentschaftswahl 1970 gegen Wilhelm Kregel, den Präsidenten des Deutschen Turner-Bundes, unterlegen war. Es gelang ihm, die Zuschussregeln des Bundesministeriums des Innern ändern zu lassen, wodurch die Eigenmittel des DSB für eigene Belange anerkannt wurden. Hiervon profitierte zunächst er selbst (Dienstwagen wie vorher als Minister, persönlicher Referent, eigenes Büro in Hagen etc.), er schaffte so aber für den DSB eine größere Autonomie. Als Sportfunktionär setzte er sich, im Gegensatz zum NOK-Präsidenten Willi Daume, für den Boykott der Olympischen Sommerspiele 1980 in Moskau ein.

## Ehrungen
1964 bekam Weyer den Dieselring verliehen, der vom Verband der Motorjournalisten e. V. (VdM) an Personen verliehen wird, die sich besondere Verdienste um die „Hebung der Verkehrssicherheit und die Minderung von Unfallfolgen“ erworben haben.
1965 erhielt er die Wolfgang-Döring-Medaille der FDP Nordrhein-Westfalen.
Am 30. Juni 1973 wurde Weyer die Ehrendoktorwürde der Deutschen Sporthochschule in Köln verliehen. Im gleichen Jahr bekam er das Große Verdienstkreuz mit Stern und Schulterband der Bundesrepublik Deutschland.
Am 18. September 1986 wurde Weyer mit dem Verdienstorden des Landes Nordrhein-Westfalen und mit der Sportplakette des Landes Nordrhein-Westfalen ausgezeichnet.
Nach Weyer sind die „Willi-Weyer-Sportschule“ des Landessportbundes Nordrhein-Westfalen in Hachen, die „Willi-Weyer-Akademie“ des Deutschen Sportbundes in Berlin, und Straßen in verschiedenen Orten Nordrhein-Westfalens benannt. Die Vereinigung liberaler Kommunalpolitiker in NRW verleiht einen Willi-Weyer-Preis. Das inzwischen geschlossene „Willi-Weyer-Bad“ in Hagen war ebenfalls nach ihm benannt.
2008 wurde Willi Weyer in die Hall of Fame des deutschen Sports aufgenommen.
Der Nachlass Weyers wird im Landesarchiv Nordrhein-Westfalen Abteilung Rheinland in Duisburg verwahrt und bildet dort den Bestand RWN 0251.